# Sebastian Niemann
Sebastian Niemann (né le 21 juin 1968 à Lunebourg) est un réalisateur et scénariste allemand.

## Filmographie
- 2000 : Sept jours à vivre (Seven Days to Live)
- 2002 : Das Jesus Video, téléfilm
- 2006 : Hui Buh – Le Fantôme du château